# Ophyra albuquerquei
Ophyra albuquerquei är en tvåvingeart som beskrevs av Guilherme A.M.Lopes 1985. Ophyra albuquerquei ingår i släktet Ophyra och familjen husflugor. Inga underarter finns listade i Catalogue of Life.